# 独立学校

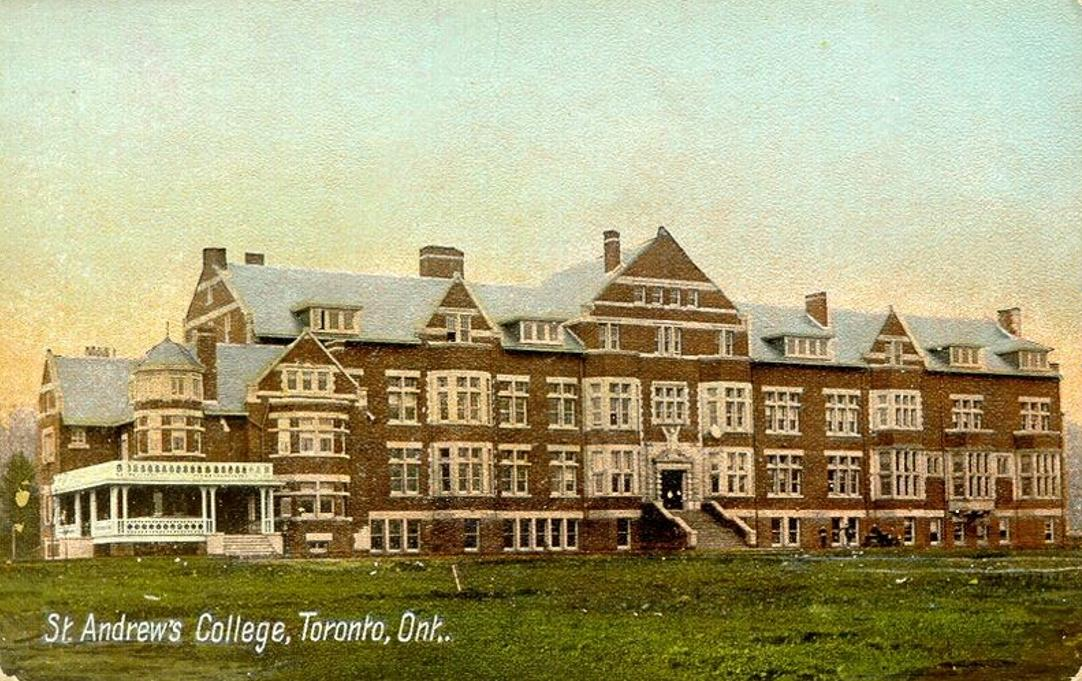
1910年的加拿大独立学校-聖安德森學院

独立学校（英語：independent school）是指不依赖国家或地方政府拨款，而依赖学费收入或捐赠而运作的学校。在美国和加拿大，独立学校是私立学校的同义词。独立学校可能从属于宗教机构，但是该术语更精确的用法则排除了教会学校或其他经济上依靠外部机构的学校。

## 英国
在英格兰、 威尔士和北爱尔兰，最有声望的独立学校称为公学，有时归类为大小公学。校长大会（Headmasters' and Headmistresses' Conference）的成员通常被列为公学，尽管其中包括许多独立的文法学校。当他们成立时，这些学校确实是“公众的”，面向那些付不起学费者；批评公学者认为他们早已失去了存在的理由，通常更喜欢使用“私立学校”一词来称呼。
在苏格兰，不依赖政府资助的学校称为独立学校。

## 澳大利亚
在澳大利亚，独立学校这个术语也可与私立学校交替使用，独立学校是增长最快的教育部门，其中超过85%都从属于宗教机构。2006年，在澳大利亚有1,078所独立学校，491,000 名学生。一些独立学校享有盛誉，入学竞争激烈，学费昂贵，不过自1980年代起，迎合普通澳大利亚人的低学费，而且不从属于教会的学校的数目显著增加。澳大利亚的独立学校占总入学人数的15%，而通常收费较低的天主教学校也占有客观的份额（18%），通常也包括在广义的独立学校之列。1970年以来，非公立学校的入学人数稳定增长，而公立学校的入学人数已经从78%下降到67%。澳大利亚的独立学校与美国略有不同，因为澳大利亚政府根据社会经济地位得分，向包括独立学校的所有学校都提供经费。学校的社会经济地位得分得自于从澳大利亚统计署人口普查中一个人口普查区中选择的样本，家庭收入和教育数据用于为每所学校评出社会经济地位得分，然后据此核算资助额度。平均而言，对独立学校的资助为开办公立学校所需的47%，剩余部分的费用由父母支付。

## 美国
在美国，就读于独立学校的学龄人口只占很小的比例（略超过1%）。独立学校与其他私立学校之间的本质区别是自主管理和自主筹措经费。与此相对照，公立学校由政府提供资金和管理，而大部分教会学校由教会组织拥有、管理和资助。全国独立学校协会（NAIS）是一个美国大学预科独立学校的成员组织。独立高等教育机构的成员组织是全国独立学院与大学协会。

## 延伸阅读
- Hein, David (4 January 2004). What Has Happened to Episcopal Schools? The Living Church, 228, no. 1, 21-22.